# 열무김치

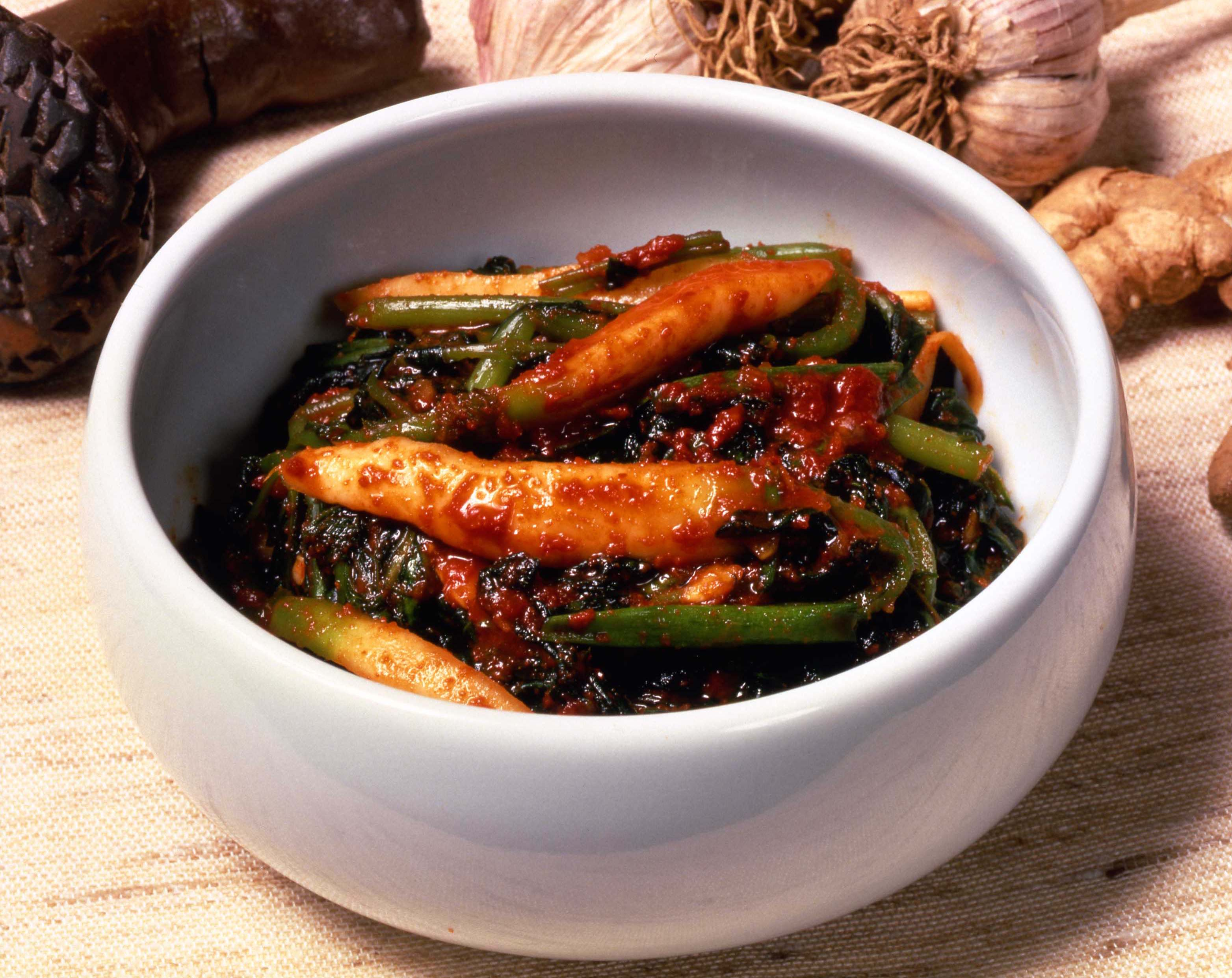
열무김치

열무김치는 열무를 이용해 담그는 김치로 무와 함께 무청도 함께 쓰이는 김치이다. 열무를 소금에 절였다가 헹구어 낸 뒤에 밀가루나 찹쌀가루로 풀죽을 쑤어 고춧가루 마늘 생강 양파 홍고추 풋고추 등과 같이 살짜기 버무려 맛을 내는 김치이다. 절대로 고추장을 넣지 않는다. 주로 배추가 잘 나지 않는 여름철에 많이 이용되며 찬 국수와 함께 종종 먹는다.